# Francesc Prat i Puig
Francesc Prat i Puig (1906-1997) fue un arqueólogo y profesor español, que elaboró el mapa  arqueológico del Maresme. Tras la guerra civil se exilió en Cuba, donde trabajó como profesor de historia del arte en la Universidad de Oriente de Santiago de Cuba. Fue fundador de la Casa del Caribe de Santiago e impulsor del Museo de Arte de la ciudad.

## Biografía
Nació en la población barcelonesa de La Pobla de Lillet en Cataluña (España) el 11 de noviembre de 1906, su padre era  maestro de escuela. Al poco tiempo la familia se trasladó a Santa Coloma de Farnés, de donde era su abuela, y luego a Calella.
Tras acabar los estudios de primaria y secundaria ingreso en 1926 en la Universidad de Barcelona  donde se licenció  en filosofía y letras y en derecho. En la universidad fue alumno de Pere Bosch i Gimpera, impulsor de la arqueología en el país, quien le introduce en la arqueología.
Fue profesor de historia y de geografía en el instituto de Mataró y trabajó con el Institut d'Estudis Catalans donde participó en la elaboración   del mapa arqueológico del Maresme. En 1932, realizó un estudio sobre el acueducto de Can Cua de Pineda de Mar, encargado por su ayuntamiento, indicando el origen del mismo como romano. Fruto de ese trabajo fue su libro  El Acueducto romano de Pineda publicado en 1936.
Militante de Esquerra Republicana de Cataluña, cuando se inició la guerra civil española se apuntó como voluntario para la defensa de la legalidad republicana participando en varios combates en el frente del Pirineo. Dentro del ejército republicano llegó al grado de teniente y comisario cultural de la brigada 131.
Tras la guerra se exilió en Francia donde fue internado en el campo de concentración de Agde situado en Occitania. Allí entró en contacto con Raymond Aris con quien realizó diferentes investigaciones en una finca cercana, la finca de Clape, cerca del cabo de Agde, donde descubrió un poblado Íbero con murallas y una necrópolis.
En septiembre de 1939 embarca, con documentación falsa, en Burdeos hacia La Habana vía Nueva York y Miami. Llegó a destino en noviembre y en diciembre se reúne con su mujer y dos hijas que habían partido desde Cataluña. Con la ayuda de la Sociedad de Beneficencia de Naturales de Cataluña comienza a trabajar como profesor de historia del arte en la Institución Hispano-Cubana de Cultura. Se establece en Santiago de Cuba donde sería profesor de historia del arte en su universidad.
Afincado en Santiago de Cuba participó varios proyectos restauración y rehabilitación de varios edificios históricos en diferentes poblaciones cubanas como Camagüey, Bayazo y Gibara. En  La Habana participó en la rehabilitación de la iglesia de Nuestra Señora del Rosario y la del Espíritu Santo y el castillo de Real Fuerza. En Santiago de Cuba participó en  la fundación de la Casa del Caribe, el  Museo de Arte y el nuevo ayuntamiento construido en 1952 en el parque Céspedes, al ganar el concurso presentando un diseño inspirado en un cabildo del siglo XVIII. Entre 1952 y 1962 dirigió los trabajos de restauración del castillo del Morro y en 1963 dirigió las obras de restauración de la Casa de Velázquez.
Ejerció de asesor en la Comisión Nacional de Monumentos y Oficina Técnica de Restauración del Centro Histórico de Santiago, dentro de esa institución formó a varios  profesionales para ejercer la labor encomendada.
En 1980 el Ministerio de Educación de Cuba le otorgó el grado de doctor en Historia del Arte de manera excepcional como reconocimiento a su labor docente y de investigación y en 1988 la Universidad de La Habana le otorgó el título de especialista en Ciencias Arqueológicas.
En 1991 el gobierno español le otorgó la Orden de Isabel la Católicay en 1993 la Generalitat de Cataluña le concedió la Cruz de San Jorge. 
El 28 de mayo de 1997 murió en su residencia de El Caney en Santiago de Cuba.
En 2003 se creó el Centro Cultural Francisco Prat Puig en Santiago de Cuba, donde se expone su colección de antigüedades.

## Obras
- El prebarroco en Cuba (1947)
- El acueducto romano de Pineda (1936)

## En recuerdo de Francesc Prat i Puig
En recuerdo de la figura de Francesc Prat i Puig se han realizado varias acciones de recuerdo y homenaje.
- En su población natal Pobla de Lillet se colocó en 1998 en La font del Carrilet una placa en su honor.
- En Agde (Francia) se colocó en 2005 una placa en su honor en monumento del campo de concentración y se le dio su nombre a una plaza de la localidad.
- En Santiago de Cuba se creó en 2003 el Centro Cultural Francisco Prat Puig.